# Cadel Evans Great Ocean Road Race
La Cadel Evans Great Ocean Road Race és una competició de ciclisme de carretera d'un dia que es disputa pels voltants de Geelong (Victòria, Austràlia). La primera edició es disputà el 2015 en homenatge al ciclista australià Cadel Evans, qui es retirà després de la celebració de la prova i qui en dissenyà el recorregut conjuntament amb el també ciclista australià Scott Sunderland. Es competeix tant en categoria masculina com en femenina i, des del 2017, forma part del calendari de l'UCI World Tour.
Després de dos anys sense disputar-se per culpa de la pandèmia de COVID-19, el 2023 es va reprendre la cursa.

## Palmarès masculí
| Any  | Vencedor         | Segon              | Tercer            |         |
| ---- | ---------------- | ------------------ | ----------------- | ------- |
| 2015 | Gianni Meersman  | Simon Clarke       | Nathan Haas       |         |
| 2016 | Peter Kennaugh   | Leigh Howard       | Niccolò Bonifazio |         |
| 2017 | Nikias Arndt     | Simon Gerrans      | Cameron Meyer     |         |
| 2018 | Jay McCarthy     | Elia Viviani       | Daryl Impey       |         |
| 2019 | Elia Viviani     | Caleb Ewan         | Daryl Impey       |         |
| 2020 | Dries Devenyns   | Pàvel Sivakov      | Daryl Impey       |         |
| 2021 | suspesa          | suspesa            | suspesa           | suspesa |
| 2022 | suspesa          | suspesa            | suspesa           | suspesa |
| 2023 | Marius Mayrhofer | Hugo Page          | Simon Clarke      |         |
| 2024 | Laurence Pithie  | Natnael Tesfatsion | Georg Zimmermann  |         |
| 2025 | Mauro Schmid     | Aaron Gate         | Laurence Pithie   |         |